# أمين صالح
أمين صالح (1950)، كاتب وسيناريست سينمائي وتلفزيوني ومسرحي وناقد سينمائي وشاعر وروائي ومترجم من مملكة البحرين. ويعد من بين المترجمين الأوائل في البحرين، فقد ترجم إلى اللغة العربية الكثير من الأعمال العالمية الأدبية والسينمائية. وكتب نحو عشرين سيناريو لمسلسلات تلفزيونية، وسبعة سيناريوهات لأفلام سينمائية درامية. ويعد فيلمه «الحاجز» أول فيلم روائي طويل في البحرين. كُرّم في العام 2007، بوسام الكفاءة من الدرجة الأولى من جلالة ملك البحرين.

## سيرة
ولد أمين في حي الفاضل من المنامة في العام 1950، وحصل على شهادة الثانوية العامة سنة 1967، ثم نال درجة الليسانس في الأدب الإنجليزي.

## نشاطه الثقافي
بدأ مشواره الأدبي في عام 1973، حيث أصدر مجموعته القصصية الأولى «هنا الوردة»، بعدها أصدر مجموعته الثانية «الفراشات» الصدارة عن دار الغد في البحرين. كما يعد أمين من بين المترجمين الأوائل في البحرين، إذ ترجم إلى اللغة العربية الكثير من الأعمال العالمية الأدبية والسينمائية، فترجم «السينما التدميرية» لأموس فوغل، و«النحت في الزمن» لـتاركوفسكي، بالإضافة إلى ذلك، فإن قصصه ترجمت لبعض اللغات الأجنبية.
كتب أمين صالح أكثر من عشرين سيناريو لمسلسلات تلفزيونية، وسبعة سيناريوهات لأفلام سينمائية درامية. ولقد كتب قصة وسيناريو أول فيلم روائي في البحرين «الحاجز» عام 1990. وفي العام 2008، اُختير رئيسا للجنة تحكيم لمسابقة أفلام في مهرجان أفلام السعودية. وهو عضو في أسرة الأدباء والكتاب في البحرين، وعضو في مسرح أوال، وعضو في نادي البحرين للسينما.

## المؤلفات

### كتب[8][9]
- هنا الوردة، هنا نرقص، مجلة مواقف، 1973
- الفراشات، دار الغد، 1977
- الصيد الملكي، 1982
- أغنية ألف صاد الأولى، 1982
- الطرائد، 1983
- ندماء المرفأ، ندماء الريح، 1987
- العناصر، 1989
- الجواشن، 1989
- ترنيمة للحجرة الكونية، 1994
- مدائح، 1997
- هندسة أقل.. خرائط أقل، المؤسسة العربية للدراسات والنشر، 2000
- موت طفيف، المؤسسات العربية للدراسات والنشر، 2001
- الوجه والظل في التمثيل السينمائي، المؤسسة العربية للدراسات والنشر، 2003
- رهائن الغيب، المؤسسة العربية للدراسات والنشر، 2004
- والمنازل التي أبحرت أيضاً، المؤسسة العربية للدراسات والنشر، 2006
- الكتابة بالضوء: في السينما اتجاهات وقضايا، 2008
- 13 عشر بابا مفتوحا على مدى مسيج بالغيم، 2010
- شمالا.. إلى بيت يحن إلى الجنوب، دار مسعى للنشر والتوزيع، 2013
- جيوبي مليئة بالفصول أيتها الينابيع، 2018
- المياه وظلالها، دار مسعى للنشر والتوزيع، 2019
- شعرية السينما، 2020

### ترجمات
- السينما التدميرية، 1995
- النحت في الزمن، 2006
- حوار مع فدريكو فلليني، 2007
- السوريالية في عيون المرايا، الهئية العامة لقصور الثقافة، 2008
- عالم ثيو أنجيلوبولوس السينمائي: براءة التحديقة الأولى، مؤسسة الإنتشار العربي، 2009
- عباس كيارستمي: سينما مطرزة بالبراءة، المؤسسة العربية للدراسات والنشر،2011
- سينما فرنر هيرزوغ: ذهاب إلى التخوم الأبعد، 2013
- أوديب ملكًا: سيناريو، 2019

### المسلسلات
ومن المسلسلات التلفزيونية التي ألفها:
- بث غير مباشر، 1991
- ملح وذهب، 1992
- حالات، 1993
- تلفزيون صور الملون، 1994
- الهارب، 1995
- أبيض وأسود، 1995
- صانعوا التاريخ، 1996
- بحر الحكايات، 1997
- أبواب، 1998
- غناوي المرتاحين، 1999
- نيران (مسلسل)، 2000
- السديم، 2002
- قيود الزمن، 2006
- هديل الليل، 2009
- أي دمعة حزن لا، 2013
- حنين السهارى، 2014
- أهل الدار، 2014

### الأفلام
- الحاجز، 1990.
- القفص، 2009.

### المسرحيات
- العطش، 1983.
- العربة، 1988.
- يونس والآخرون، 1989.
- روميو الفريج، 1992.
- مجنون ليلى ومسرحيات أخرى، 2006.

## جوائز وتكريمات
- كرم أمين صالح في عام 2006 من قبل أسرة الأدباء والكتاب في البحرين.
- حصل على وسام الكفاءة من الدرجة الأولى من جلالة ملك البحرين في عام 2007.
- في 2008، كرم من قبل مسرح أوال.
- كرم في الدورة التاسعة من مهرجان أفلام السعودية عام 2023.[10]
- حصل على جائزة سلطان بن علي العويس الثقافية (جائزة القصة والرواية والمسرحية) الدورة الثامنة عشرة (2022 ـ 2023).[11]

## وصلات خارجية
- الكاتب البحريني أمين صالح: كل فيلم سينمائي يحمل الشعر، لأن جوهر الفن هو الشعر| ضبط استنادي | ضبط استنادي                                                                                                                    |
| ----------- | --- |
| دولية       | - الاسم المعياري الدولي (ISNI) - ملف الضبط الاستنادي الافتراضي الدَّولي (VIAF) - مركز المكتبة الرقمية على الإنترنت (WC Entities) |
| وطنية       | - مكتبة الكونغرس (LCNAF) - المكتبة القومية الكوريَّة (NLK) - المكتبة الوطنية اللبنانية (LNL) - المكتبة القومية الإسرائيلية (J9U) |